# Albumy Coffee Hag
Albumy Coffee Hag – seria albumów kolekcjonerskich wydawanych na początku XX wieku przez niemiecką spółkę Kaffee Handelsgesellschaft AG (Kaffee HAG, Coffee Hag) z siedzibą w Bremie. Albumy przeznaczone były do zbierania znaczków przedstawiających herby miejskie.
Wydawanie znaczków i albumów do ich kolekcjonowania było inicjatywą stowarzyszenia Die Brücke. Natomiast cesarz Wilhelm II był pomysłodawcą archiwizowania opublikowanego materiału. W tym samym czasie stowarzyszenie wprowadziło standaryzację rozmiarów znaczków. By wypromować swoją koncepcję wydawniczą i standardy, stowarzyszenie nakłaniało wydawców do ich przyjęcia. Jedną z firm, która zgodziła się je przyjąć była Kaffe HAG. Ostatecznie znaczki opublikowano w formacie nazywanym Weltformat V der Brücke (4 × 5,66 cm), co zostało też wydrukowane na ich odwrocie. Albumy opublikowano w formacie Weltformat IX (16 × 22,6 cm). Format taki przyjęto jedynie dla znaczków niemieckich.
Stowarzyszenie zbankrutowało w 1913 i w rok później uległo likwidacji. Mimo to także znaczki wydawane po jego upadku miały takie same rozmiary.
Artystą grafikiem wynajętym do projektowania znaczków był Otto Hupp, który był już znany w środowisku heraldyków z kilku wcześniejszych publikacji, z lat 90. XIX wieku. Albumy odniosły w Niemczech sukces, co spowodowało, że zaczęto je wydawać także dla innych państw.

## Albumy
Przed I wojną światową rozpoczęto wydawanie dwóch edycji albumów: niemieckiej i szwajcarskiej. Żadna z nich nie została nigdy ukończona. W latach 20. i 30. XX wieku wypuszczono drugą serię znaczków, oprócz Niemiec i Szwajcarii, także w innych krajach. W każdym kraju projektowaniem wizerunków herbów zajmował się inny grafik.
W okresie dwudziestolecia międzywojennego opublikowano następujące albumy:
- Niemcy, 1 seria: 6 albumów oraz seria znaczków z herbami miast Śląska, jednakże albumu dla Śląska nie wydano
- Szwajcaria, pierwsza seria: 4 albumy
- Niemcy, 2 seria: 10 albumów, planowano wydanie jedenastego albumu dla Austrii, jednakże nie zrealizowano tych planów
- Szwajcaria, druga seria: 19 albumów oraz ich reprinty. Znanych jest ponad 60 albumów
- Holandia: 2 albumy
- Belgia: 6 albumów, 3 w języku niderlandzkim i 3 w języku francuskim (identyczne)
- Polska: 1 album, był planowany drugi, lecz nie ukazał się
- Gdańsk: 1 album
- Norwegia: 1 album i jeden reprint
- Szwecja: 1 album
- Dania: 1 album
- Jugosławia: 1 album – zawiera także rzadkie znaczki z przedwojennej Chorwacji, Serbii i Słowenii
- Austria: 1 album, wydano także wersję luksusową
- Czechosłowacja: 1 album, wydano także wersję luksusową
- Anglia i Irlandia: 1 album
- Francja (jako Café Sanka): 6 albumów (z 40 planowanych)

Ogółem w latach 1914-1955 wydano około 125 albumów. Niezrealizowane plany obejmowały ponadto wydanie albumów dla państw bałtyckich, Włoch, drugiego albumu dla Polski oraz jedenastego dla Niemiec. Wydawania albumów dla Francji zaprzestano po wydaniu sześciu z planowanych 40. Ogółem wydano ponad 12500 wzorów znaczków, co czyni albumy Coffee HAG największą publikacją heraldyczną XX wieku.
Znaczki do kolekcjonowania dołączano do opakowań kawy, nie tylko firmy HAG, również innych firm. Znaczki drukowane były w blokach, sposób ich dystrybucji był różny, zależnie od kraju.

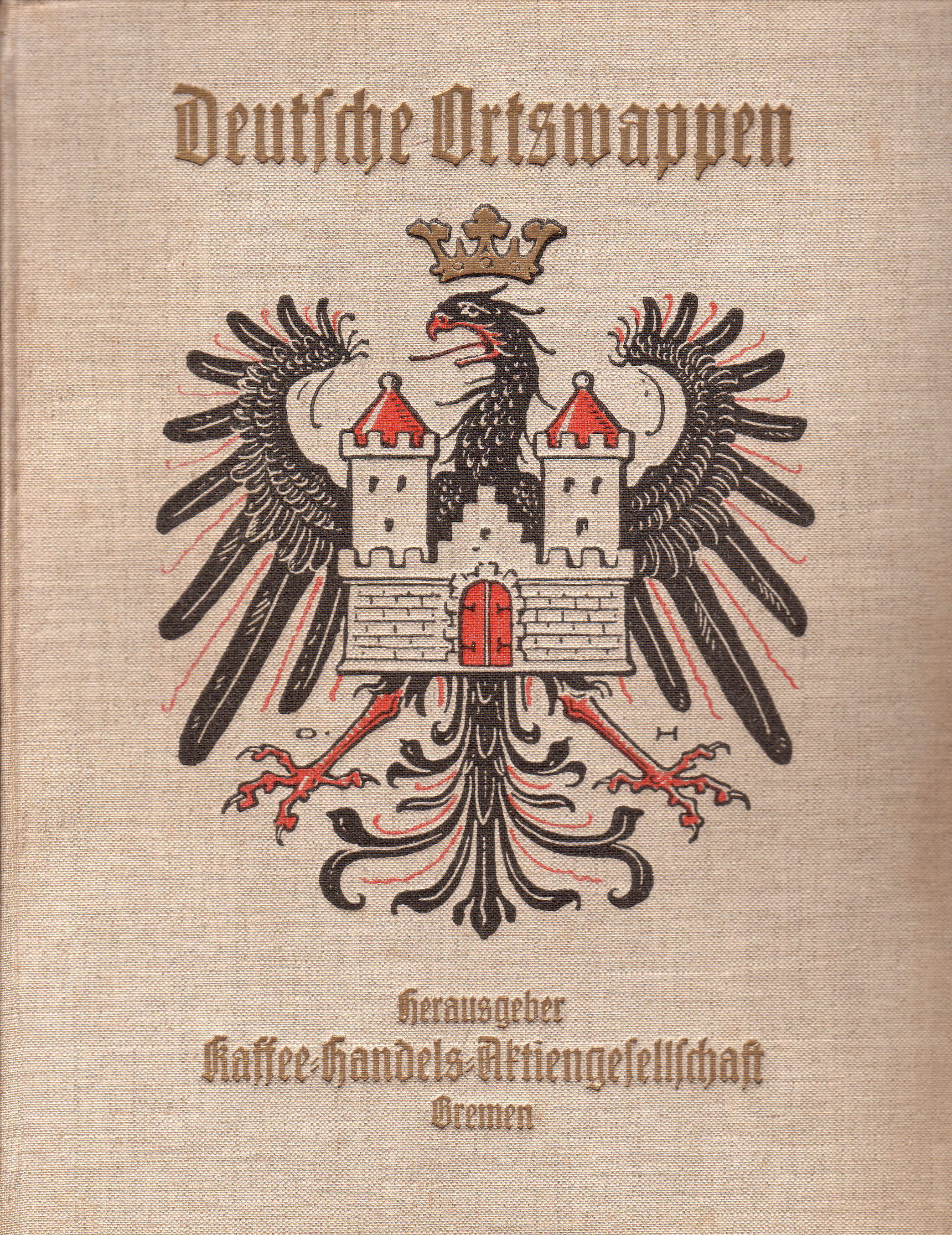
Okładka niemieckiego albumu – edycja luksusowa

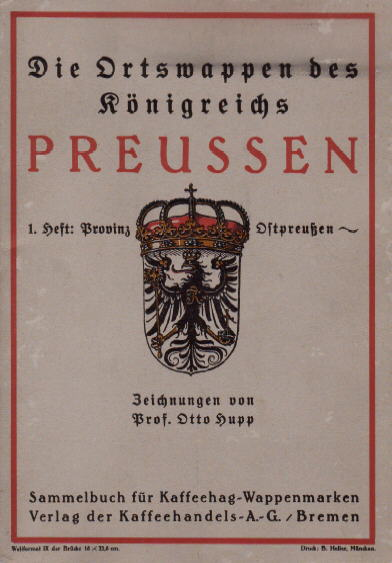
Okładka niemieckiego pierwszego albumu pierwszej edycji

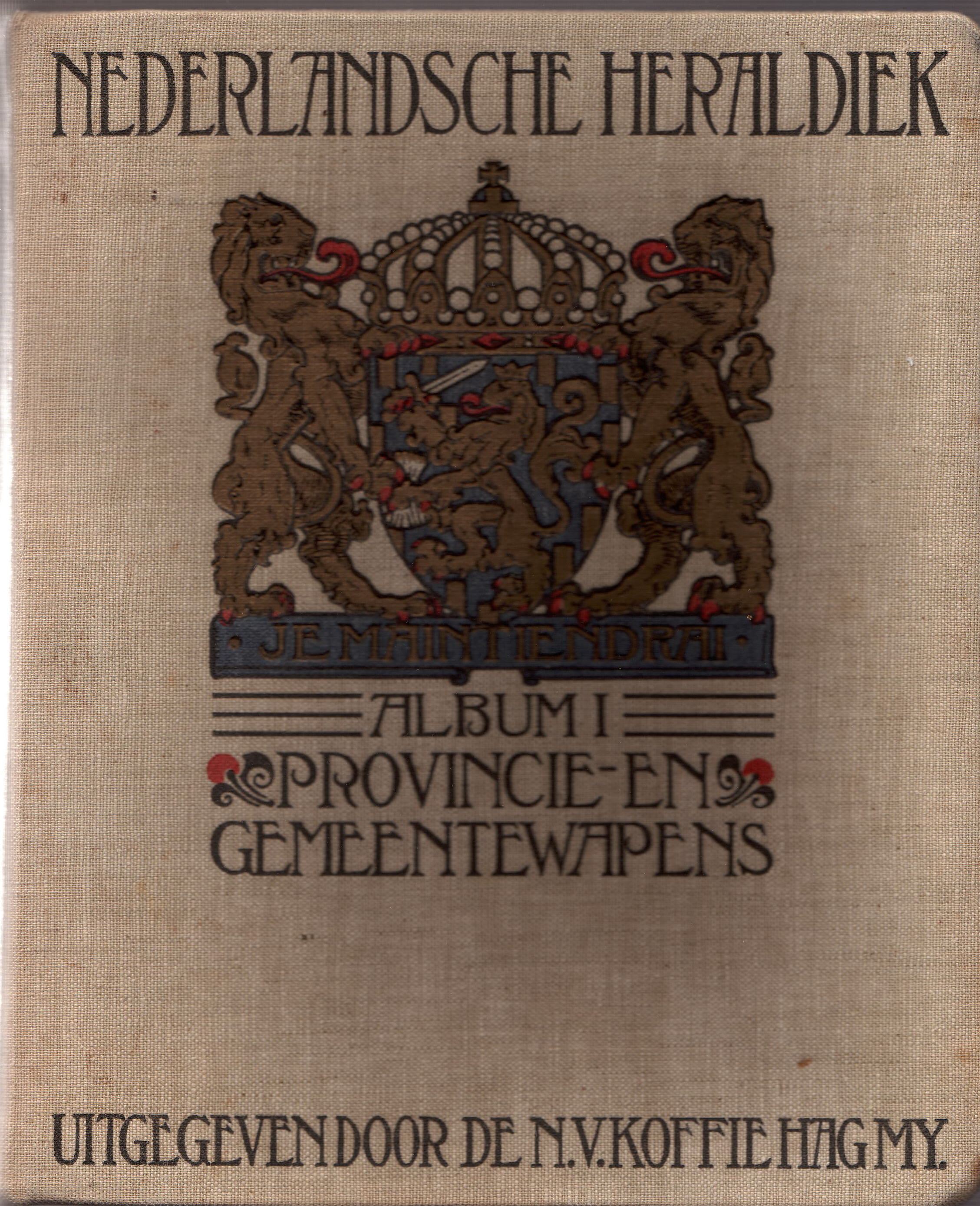
Okładka holenderskiego albumu

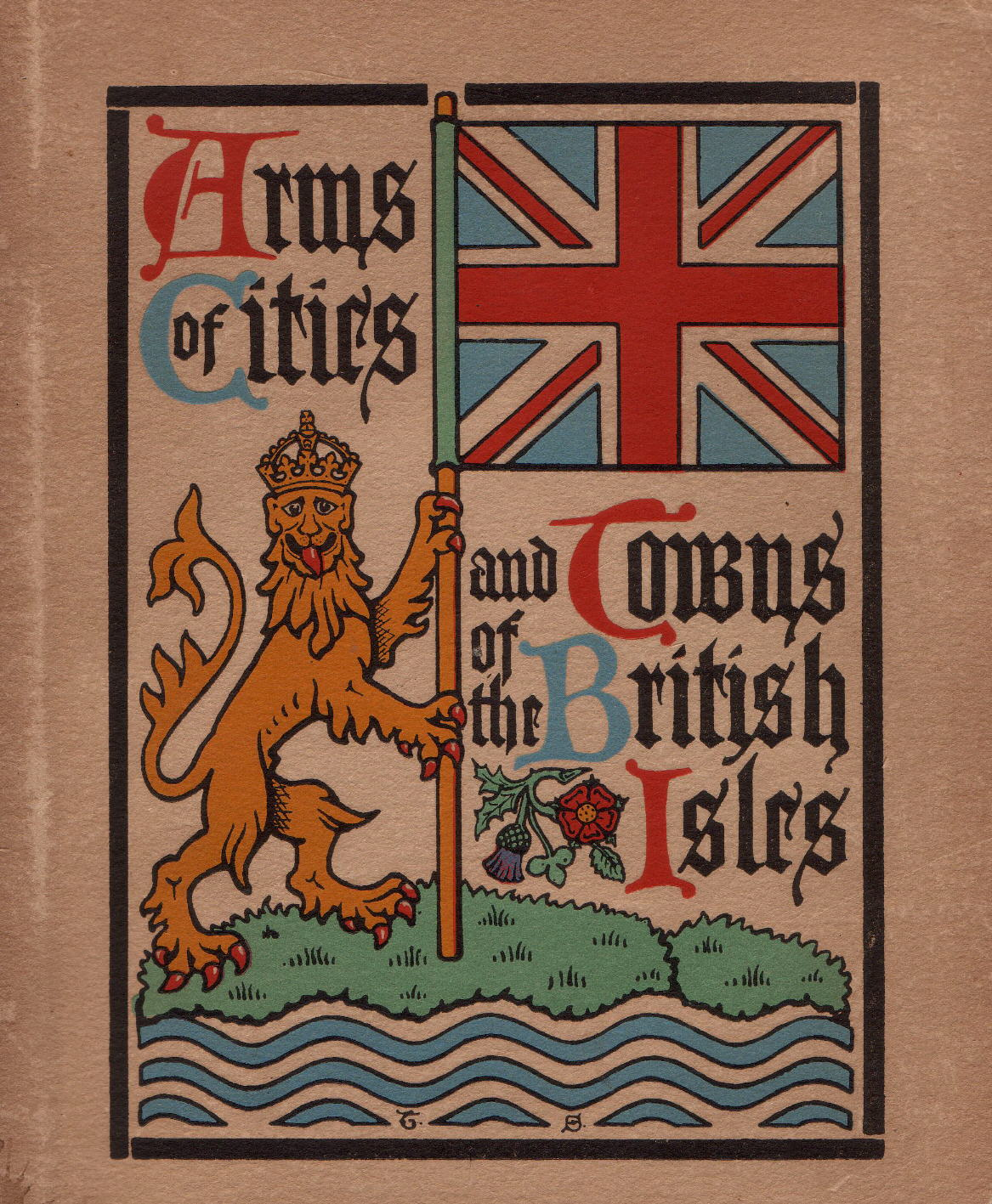
Okładka brytyjskiego albumu

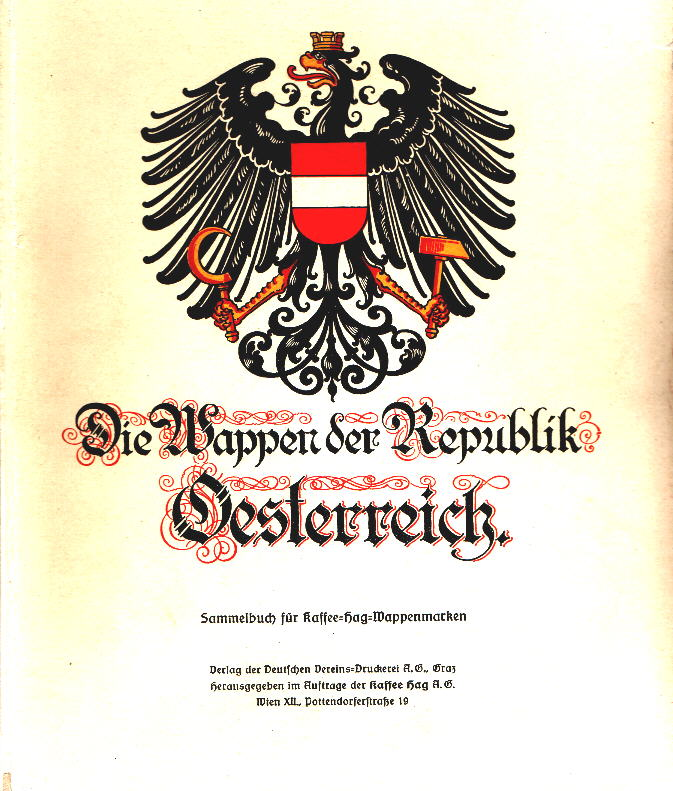
Okładka austriackiego albumu

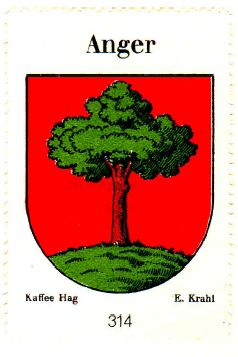
Jeden ze znaczków austriackich

## Austria
Album "Die Wappen der Republik Oesterreich" wydało w 1933 w Grazu wydawnictwo Verlag der Deutschen Vereins-Druckerei A.G. Autorem austriackiego albumu był F. Hasslinger.
Opublikowano dwie wersje albumu: zwykłą i luksusową. Wersja luksusowa miała twardą, tekturową okładkę i zawierała dodatkową stronę z austriackim herbem państwowym.
Album w wersji luksusowej zawierał 450 rysunków herbów, numerowanych od 1 do 449. 450. herbem był nieoznaczony numerem herb Austrii. Album podzielony był na rozdziały według krajów związkowych, z ich herbami na osobnej stronie, następnie umieszczano herb stolicy danego kraju oraz herby miast w porządku alfabetycznym. Wyjątek stanowił Burgenland, dla którego nie wydano znaczków z herbami miast.

## Belgia i Luksemburg
Belgijskie albumy Coffee Hag są unikalne ze względu na istnienie dwóch wersji językowych: niderlandzkiej ("Wapens van het Koninkrijk België en het Groothertogdom Luxemburg") i francuskiej ("Armorial du Royaume de Belgique en du Grand Duché de Luxembourg"). Albumy szwajcarskie i czechosłowackie również są dwujęzyczne, lecz w inny sposób: opisy w jednym albumie są dwujęzyczne, natomiast dla Belgii i Luksemburga wydano osobno dwie wersje językowe. Każda z serii składała się z trzech małych albumów z arkuszami. Na każdym arkuszu mieściło się 9 znaczków z herbami wraz z opisem i krótką historią herbu na odwrocie.
Albumy drukowano w drukarni M. Weissenbruch NV w Brukseli. Grafiki i teksty powstawały w holenderskim studio Van der Laars. W tym samym studio opracowywano znaczki do albumów holenderskich. Znaczki miały standardowe rozmiary 4x5.5 cm.
Znaczki oznaczano numerami według prowincji, nie zaś alfabetycznie, jak dla innych krajów. Wydawanie albumów rozpoczęto w 1931 roku. Serie nie obejmowały herbów wszystkich miast z danej prowincji, lecz w zestawach obejmujących obszar należący do kilku prowincji. Pierwsza seria obejmowała około połowy wszystkich herbów miejskich. Spowodowało to potrzebę wydania drugiej edycji, w której poprawiono nieco wygląd znaczków, poprawiono w niej także błędy występujące w pierwszej edycji, jednakże opis samego albumu pierwszej i drugiej serii był identyczny. Drugą serię wydano dla obydwu wersji językowych.
Holenderskie i francuskie opisy herbów są niemal identyczne. Główną różnicę stanowi krótki tekst, zamieszczony na stronach z prowincjami Luksemburga. W przeciwieństwie do większości wydań albumów w innych krajach, albumy belgijskie nie miały dodatkowych rozdziałów o charakterze reklamowym, poświęconych kawie, jej wpływowi na zdrowie czy też o firmie HAG.
Albumy zawierały także 17-stronicowy wstęp do heraldyki, opisujący jej zasady na przykładach belgijskich miast, gdzie zamiast ilustracji widniało odwołanie do jej numeru. Drugie wydanie zawierało ten sam tekst, różniący się jedynie numeracją znaczków. Obydwa teksty powstały w 1930, a ich autorem był Fidèle-Gabriel, ksiądz, znany z wydanej w 1919 w Holandii, a w 1921 we Francji ilustrowanej książki o heraldyce, której był ilustratorem (autorem tekstów był E. Gevaert).
Oficjalne wydanie liczyło 782 znaczki, a wraz z ich wariantami 902.

## Czechosłowacja
Album "Znaky Republiky Československé – Wappen der Tschechoslowakischen Republik" został wydany około 1933 roku.
Czechosłowacki album drukowany był w Grafických Umĕlechkých Závodů v. Neubert a synové, Praha-Smíchov (Graphischen Kunstanstalten v. Neubert und Söhne, Prag-Smíchov). Autorami albumu i znaczków byli Vilém Klein (Wilhelm Klein) i Anton Morávek.
Album był w całości dwujęzyczny, zawiera tekst w języku czeskim i niemieckim. Był wydany w dwóch wersjach: zwykłej i luksusowej. Edycja luksusowa miała twardą, tekturową okładkę z kolorową ilustracją. W porównaniu z edycją zwykłą miała także sześć dodatkowych kart z herbami czechosłowackich regionów. Album nosił nazwę "Część I", jednakże druga część nigdy nie została opublikowana.
Album zawierał 180 znaczków z wizerunkami herbów, numerowanych osobno dla każdej sekcji. Podzielony był na rozdziały według regionów, z herbem regionu na osobnej stronie, następnie ponownie ten sam herb regionu, herb jego stolicy, oraz herby miast z danego regionu w kolejności alfabetycznej. Regionami tymi były: Czechy, Morawy, Śląsk, Słowacja i Zakarpacie.

## Dania
Duński album wydała Kaffe Hag a/s w Kopenhadze. Data wydania pozostaje nieznana, jednakże na podstawie podobieństwa tekstów do albumu norweskiego oraz wzmianki w broszurze dołączonej do niemieckiego wydania, można przypuszczać, że wydano je na początku lat 30. XX wieku, na pewno przed 1935, czyli datą wydania owej broszury. Albumy drukowała drukarnia Nordlundes Bogtrykkeri w Kopenhadze. Jako autor bywa wzmiankowany Poul Bredo Grandjean, jest to jednakże niepewne. Poul Bredo Grandjean jest autorem dwóch książek o tematyce heraldycznej i był uważany za najbardziej wiarygodnego duńskiego fachowca w tej dziedzinie w czasie wydania albumu.
Album zawiera 8 bloków po 18 znaczków z herbami duńskich miast każdy oraz dodatkowo 5 znaczków z reklamami.

## Francja
Historia serii albumów La France Héraldique jest skomplikowana. Początkowo planowano wydawać znaczki z herbami miejskimi grupowane według regionów, a seria albumów miała składać się z albumów poświęconych danemu regionowi. Dlatego początkowo znaczki były opisywane właśnie regionami. Następnie wydano bloczki zawierające herby dziewięciu najważniejszych miast każdej prowincji (stolic departamentów).  Jednakże zanim ukończono wydawanie takich bloczków dla każdego regionu, pojawiły się znaczki z herbami mniejszych miast. Nigdy nie wydano wszystkich znaczków z herbami miast Francji, z planowanych 40 albumów ukazało się jedynie 6.
W pierwszym albumie zamieszczono wszystkie herby regionów, lecz tylko niektóre herby prowincji. Albumy II-IV zawierały herby innych regionów z ich prowincjami. Albumy V i VI zawierały herby miast Alzacji – pierwszego w kolejności alfabetycznej regionu Francji.
W rezultacie opisanej wyżej zmiany koncepcji, niektóre znaczki dublowały się, na przykład te z herbami stolic dwóch departamentów Alzacji: Bas-Rhin i Haut-Rhin. Z 1363 herbów, powtórzonych było 62.
Oficjalne dane mówią o wydaniu 1363 znaczków, natomiast licząc wraz z odmianami znanych ich jest około 2000.

## Holandia
Holenderskie albumy ukazały się w dwóch seriach.
Pierwszą z nich, "Nederlandsche Gemeentewapens", wydano w okresie 1925–1928. Przedstawiała ona herby miejskie Holandii oraz Holenderskich Indii Wschodnich (obecnie Indonezja) i dodano także herby z południowoamerykańskiego Surinamu. Na okładce albumu umieszczono miniaturki herbów. Na stronach ze znaczkami umieszczono teksty z opisem, a na ich odwrotach teksty reklamowe. Cała kolekcja liczyła 1027 znaczków i mieściła się w trzech albumach.
Drugą serię wydano w latach 1931–1935 pod nazwą Nederlandsche Heraldiek i zaprezentowano w niej herby nowe lub też zmienione od czasu wydania poprzedniej serii, zarówno z Holandii jak i z Holenderskich Indii Wschodnich. Ponadto zaprezentowano na znaczkach herby zamków, ziem itp., herby byłych miast oraz dwie serie herbów rodowych. Z herbów rodowych wydano przede wszystkim herby holenderskich i obcych rodzin oraz osób zasłużonych w 80-letniej walce o niepodległość (1568–1648) przeciwko Hiszpanii. Ogółem w drugiej serii wydano 841 znaczków.

## Jugosławia
Album "Grbovi Jugoslavija" został wydany około 1930 roku.
Wydawcą była spółka Kava Hag z Zagrzebia, drukowane były w Lit. Tipografija D.D. Zagreb. Autorami albumu i znaczków byli Emilij Laszowski i Rudolf Horvat.
Album zawierał 256 znaczków z herbami, numerowanymi od 1 (herb państwowy) do 256 (Žužemberg). Podzielony był na 3 rozdziały. Pierwszy zawierał herby narodowe i królewskie, następnie herby różnych terytoriów historycznych. Drugi zawierał herby prowincji, trzeci natomiast, największy, herby miejskie.

## Niemcy
Najwięcej serii albumów i znaczków wydrukowano właśnie w Niemczech. Najstarsza z nich miała nazwę Die Deutsche Ortswappen, lecz nie pojawiła się ona na okładce. Seria składała się z następujących albumów:
- Die Wappen des Königsreichs Preussen, Provinz Ostpreussen (3 reprinty)
- idem, Provinz Westpreussen (2 reprinty)
- idem, Provinz Brandenburg (1 reprint)
- Die Wappen des Königsreichs Bayern, Ober-und Niederbayern (1 reprint)
- Die Wappen des Königsreichs Preussen, Provinz Pommern
- idem, Provinz Posen

Siódmy z planowanych albumów, dla Śląska, nigdy się nie ukazał, wydano jednakże część znaczków z herbami śląskich miast.
Najstarsza z serii składa się z 703 znaczków, niektóre występują w różnych wersjach. Autorem projektów graficznych był prof. Otto Hupp.
Nową, drugą serię, wydano pod nazwą Deutsche Ortswappen (Neue Reihe) w latach 1927–1938. Występuje kilka różnic między tą edycją a poprzednią, z lat 1913–1918.
Albumy zawierały arkusze do zbierania znaczków, ogółem seria składała się z dziesięciu małych lub czterech dużych albumów. Na każdej stronie mieściło się 9 znaczków z herbami. Mimo że zawartość jaka miała się znaleźć na każdej ze stron była opisana, kolekcjonerzy nie przejmując się opisem układali znaczki po swojemu, na przykład według prowincji zamiast według numerów, co powodowało, że zawartość albumów bywa dość losowa.
Seria czterech dużych albumów nie miała numerów znaczków w opisie, zatem ich ułożenie było dowolne, według gustu kolekcjonerów.
Znaczki z herbami publikowano według prowincji, jednakże poszczególne wydania nie zawierały wszystkich herbów miast danej prowincji, zdarzało się, że różnica w czasie wydania niektórych znaczków wynosiła kilka lat.
Według oficjalnych danych wydano 2811 znaczków, łącznie z odmianami znanych jest 3010 wzorów.

## Norwegia
Norweski album, noszący tytuł "Norske By-og Adelsvåben", został wydany w 1933 przez Kaffe Hag Aktieskelskap z siedzibą w Oslo. Jego autorem był Hallvard Trætteberg. Hallvard Trætteberg (1898-1987) odpowiadał przez kilka dziesięcioleci za sprawy związane z heraldyką w Archiwach Państwowych. Był autorem licznych publikacji na tematy heraldyczne, traktujących zarówno o heraldyce świeckiej, jak i kościelnej.
W przeciwieństwie do innych albumów wydanych w państwach skandynawskich, album norweski zawiera również herby zasłużonych norweskich rodów, zarówno historyczne jak i współczesne autorowi. W porównaniu z innymi albumami skandynawskimi ma też najbardziej rozbudowany wstęp i opisy. Podobnie jak album duński zawiera także sekcję poświęconą produkcji kawy.
Znaczki wydano w 8 bloczkach po 18 znaczków każdy, dodatkowo na ostatnim z bloczków zamieszczono 3 znaczki o charakterze reklamowym

## Polska
Album "Herbarz Polski" wydała w 1932 warszawska firma Kawa Hag. Autorem był znany heraldyk z Torunia, profesor Marian Gumowski.
Album opisano jako "Zeszyt I". Planowano kolejne zeszyty zawierające herby rodowe, jednakże nie doczekały się one wydania. Zeszyt I zawierał 284 herby miast, krain historycznych, diecezji itp., nie było w nim jednak herbów szlacheckich.
Herby zamieszczono w ośmiu bloczkach po 36 znaczków każdy. Cztery z nich miały charakter reklamowy. Odwrotne strony znaczków były czyste, bez tekstu.

## Szwajcaria
Szwajcarska edycja albumów Coffee Hag jest największa i najbardziej skomplikowana ze wszystkich edycji narodowych. Właściwie to szwajcarskie albumy opublikowano jako pierwsze w drugim dziesięcioleciu XX wieku i doczekały się one licznych reprintów, wznawiano je aż do połowy lat 60. Z tego względu istnieje 76 różnych albumów i ponad 2500 różnych znaczków. Pod tym względem szwajcarska edycja jest rekordowa, zawiera więcej albumów niż wszystkie pozostałe razem wzięte.
Serię albumów zapoczątkował wydany w 1911 album z herbami kantonów i miast, znaczki nosiły numery od 1 do 80. Album ten drukowano w trzech różnych miejscach: Monachium, Laupen i jednym nieznanym. Zawierały one te same herby, choć nieco różniące się detalami rysunku. Drugi album, z herbami miast i wsi (Stadt-und Dorfgemeinden, numery znaczków 81-144) również drukowany był w trzech drukarniach. Trzeci, wydany w 1922, zawierał znaczki o numerach 145-288, drukowany był w dwóch drukarniach. W 1923 ukazał się czwarty album (Serie C) nazwany Stadt-und Dorfgemeinden, w jego przypadku numeracja znaczków zaczęła się na nowo, nosiły one numery 1-48.
Następnie zrezygnowano z dotychczasowego wzornictwa i opracowano nowe. Wydawanie nowej serii rozpoczęto w 1926. Zawierała ona jedynie herby miejskie, lecz planowano także wydanie znaczków z herbami szlacheckimi. Serię rozpoczął album czwarty, z tymi samymi herbami co czwarty album poprzedniej serii, lecz w nowej szacie graficznej. Kolejne albumy o numerach 5-18 utrzymano w podobnej stylistyce. Albumy 4 i 5 połączono później w jeden album o oznaczeniu 4/5, w kolejnych edycjach przemianowano go na album 5. W latach 50. po raz kolejny zmieniono wzornictwo i wydano zaprojektowany na nowo komplet albumów o numerach od 5 do 18, dodano też nowy album oznaczony numerem 19. Przed II wojną światową wydano też dwa albumy z herbami kościelnymi – klasztorów, diecezji itp. Planowany trzeci album z tej serii nigdy się nie ukazał.
Historia szwajcarskich albumów jest skomplikowana także z powodu aktualizowania w kolejnych wydaniach wzorów herbów, które bywały zmieniane przez miasta. W niektórych albumach podawano liczbę mieszkańców danego miasta, a następnie dane te uaktualniano. W kilku przypadkach zamieniono herb jednego miasta na herb innego, pod tym samym numerem znaczka. Dało to w rezultacie 76 różniących się między sobą albumów.

## Szwecja
Szwedzki album, "Sveriges Rigsvapen, Landskaps- och Stadsvapen", wydała spółka Kaffe Hag AB w Sztokholmie w 1932. Drukowano go w zakładach Karla Lindholma w Sztokholmie. Autorem albumu i znaczków był Harald Gustav Fleetwood (1879-1960). Fleetwood był Państwowym Heraldykiem Królestwa Szwecji w latach 1931–1965 i autorem licznych publikacji z tej dziedziny.
Szwedzki album zawiera jedynie herby prowincji i miast. Znaczki opublikowano w ośmiu blokach po 18 znaczków każdy oraz dodatkowo 5 znaczków z reklamami. Brak jest wzmianek o planach wydania w Szwecji albumu zawierającego herby szlacheckie.

## Wolne Miasto Gdańsk
Album został wydany w 1930 przez Kaffee Hag, Danzig. Jako autor podany był gdański senator, dr Hubertus Schwarz. Jednakże za rzeczywistego autora grafik uważany jest F. W. Burau.
Album zawiera 125 herbów, oprócz herbów miejskich również herby rodowe, a także gmerki, pieczęcie i flagi miejskie. Na takie rozwiązanie zdecydowano się z powodu niewielkiej powierzchni Wolnego Miasta, miast było w jego granicach zbyt mało by stworzyć album z herbami, stąd dodatkowe elementy. Planowano kilka następnych wydań, a niektóre znaczki, na które przewidziano miejsce w albumie, nie doczekały się publikacji.

## Wyspy Brytyjskie
Album "Arms of cities and towns of the British Isles" został wydany około 1930.
Brytyjski album został wydany w Westminster (Londyn) przez Abbey Press Ltd. Autor jest nieznany, najbardziej prawdopodobne jest, iż był nim Major Thomas Shepard.
Album zawierał 236 znaczków z herbami, numerowanymi osobno dla każdej sekcji. Podzielony był na rozdziały według regionów, z herbami regionów na osobnej stronie, na kolejnych stronach umieszczano herby miast danego regionu w porządku alfabetycznym. Regionami tymi były: Londyn, Anglia, Szkocja, Walia, Irlandia i Irlandia Północna. Oprócz regionu, na znaczku zamieszczana była także adnotacja do jakiego hrabstwa należy dane miasto.